# دينيس ألكسندروفيتش كوزلوف
دينيس ألكسندروفيتش كوزلوف (15 أبريل 1990 - ) هو لاعب كرة قدم روسي في مركز حراسة المرمى. لعب مع FC Chita ‏ وFC Znamya Truda Orekhovo-Zuyevo ‏ وFC Syzran-2003 ‏.

## وصلات خارجية
- دينيس ألكسندروفيتش كوزلوف على موقع قاعدة بيانات كرة القدم.إي يو (الإنجليزية)
- دينيس ألكسندروفيتش كوزلوف على موقع قاعدة بيانات كرة القدم.إي يو (الإنجليزية)